# Эгельсбах
Э́гельсбах (нем. Egelsbach) — община в Германии, в федеральной земле Гессен. Подчиняется административному округу Дармштадт. Входит в состав района Оффенбах. Население составляет 10 948 человек (на 31 декабря 2010 года). Занимает площадь 14,82 км².

## История
Впервые упоминается в грамоте в 1275 году; деревня тогда существовала на земле графов Фалькенштайнов. Когда в 1486 году род Фалькенштайн угас по мужской линии, Эгельсбах унаследовали графы Изенбург. В 1600 году Изенбурги продали Кельштербах вместе с Эгельсбахом и Лангеном ландграфам Гессен-Дармштадтским. C тех пор Эгельсбах относится к Гессену. В 1705 году в Эгельсбах открылся церковный приход.

## Политика
Мэры города:
| Год       | Имя               | Партия            |
| --------- | ----------------- | ----------------- |
| 1953      | Лоренц Ваннемахер |                   |
| 1968—1972 | Вильхельм Томин   | СДПГ              |
| 1972—1976 | Гюнтер Зимон      | СДПГ              |
| 1977—1988 | Ханс Дюрнер       | [ 5 ]             |
| 1988—2000 | Хайнц Эйссен      | СДПГ              |
| 2000—2012 | Рудольф Мориц     | б/п               |
| 2012—2018 | Йюрген Зилинг     | СДПГ              |
| 2018—     | Тобиас Вильбранд  | Союз 90 / Зелёные |

## Известные уроженцы
- Якоб Кайм, писатель XIX века